# Frédérick Lemaître

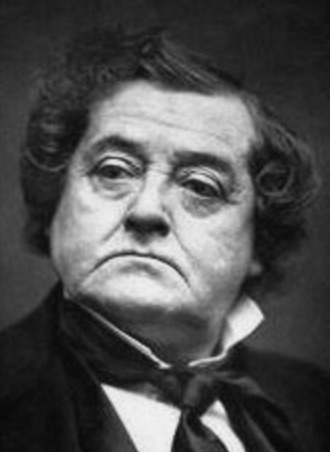
Frédérick Lemaître

Frédérick Lemaître (* 1800 in Le Havre, Frankreich; † 26. Januar 1876 in Paris) war ein französischer Schauspieler.

## Leben

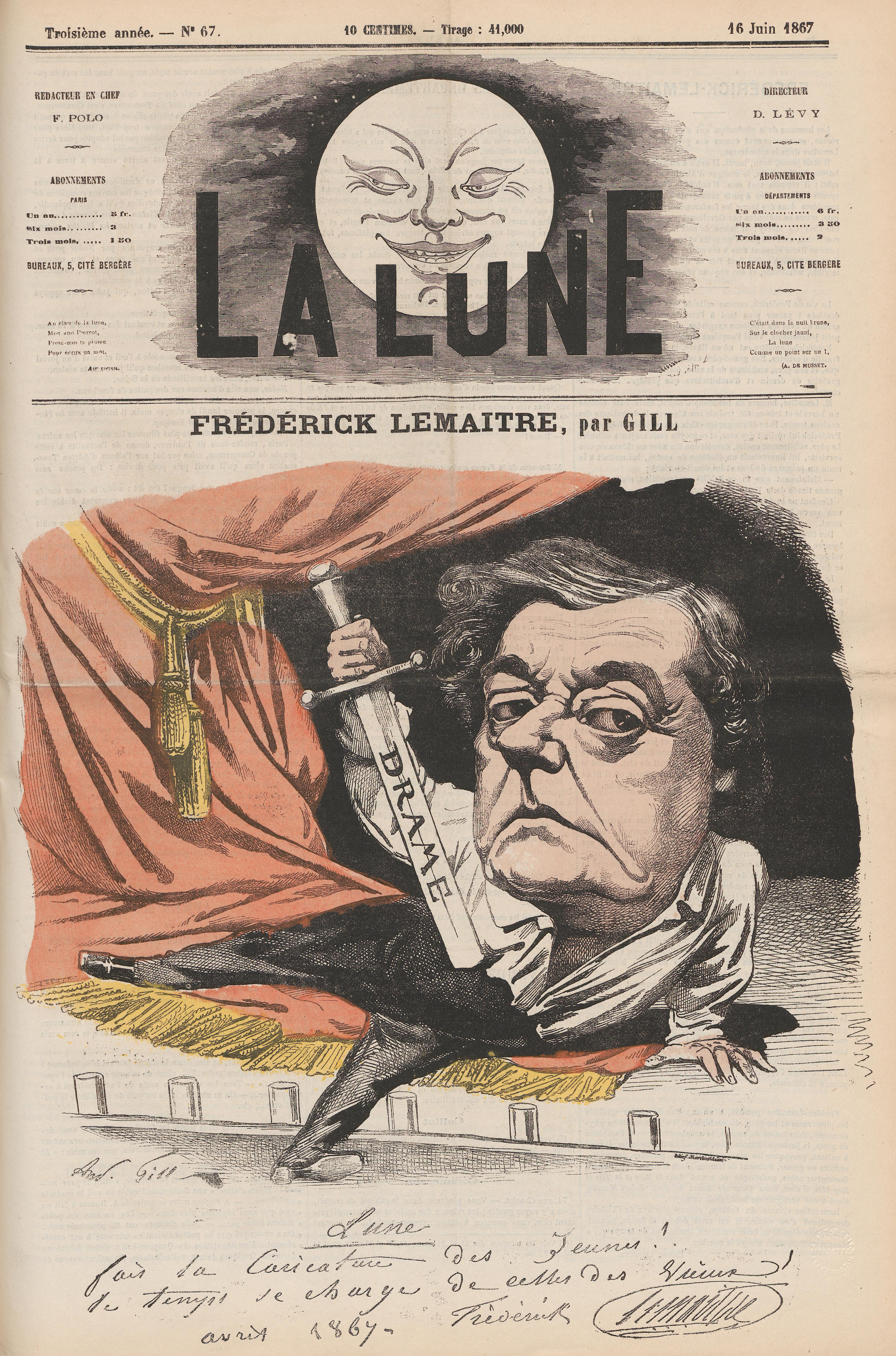
Karikatur Lemaîtres von André Gill auf der Titelseite von La Lune, 16. Juni 1867

Ausgebildet wurde Lemaître am Théâtre Doyen und konnte dort erste Bühnenerfahrung sammeln. Seine Karriere begann dann mit Charakterrollen an den Boulevardtheatern am Pariser Boulevard du Temple, der damaligen Hochburg des populären Theaterlebens in Paris (vergleichbar etwa mit dem späteren New Yorker Broadway). Der Schriftsteller Victor Hugo schätzte ihn hoch und setzte sich für seinen Auftritt in der Comédie-Française ein, was ihm jedoch verwehrt blieb. So blieb er ein gefeierter Darsteller des Melodrams statt der gehobenen Tragödie.

## Privates
Lemaitre war verheiratet, trennte sich jedoch von seiner Frau, um eine feste Beziehung mit Atala Beauchêne einzugehen. Nachdem Beauchêne ihn 1840 in flagranti mit einer anderen Frau erwischte, trennte sie sich von ihm. Lemaître verliebte sich dann in die wesentlich jüngere Clarisse Miroy, mit der er 13 Jahre zusammenlebte. Die Tageszeitung Le Temps widmete den beiden als die großen Lieben Lemaîtres zwei große Artikel.

## Rezeption in Film und Theater
In dem Film Kinder des Olymp (1943/45) von Marcel Carné wird Lemaître dargestellt von Pierre Brasseur.
In das Theater zurück schaffte es Lemaître 1998 in einem modernen Schauspiel des französischen Autors Éric-Emmanuel Schmitt mit dem Titel Frédérick oder Boulevard des Verbrechens.